# Raszyd Musin
Raszyd Musinowicz Musin (ros. Рашид Мусинович Мусин, tat. Rəşit Musa ulı Musin, ur. 12 listopada 1927 we wsi Czatra w Baszkirskiej ASRR, zm. 2 października 1982 w Kazaniu) – radziecki i tatarski polityk, I sekretarz Tatarskiego Komitetu Obwodowego KPZR (1979-1982), członek KC KPZR (1981-1982).
1950 ukończył Moskiewski Instytut Energetyczny i został inżynierem w elektrowni, od 1952 w KPZR, sekretarz komitetu partyjnego w elektrowni, a 1956-1957 jej dyrektor. 1957-1958 sekretarz komitetu partyjnego Sownarchozu Tatarskiego Ekonomicznego Rejonu Administracyjnego, 1961-1979 I sekretarz Komitetu Miejskiego KPZR w Kazaniu. Od 2 listopada 1979 do śmierci I sekretarz Tatarskiego Komitetu Obwodowego KPZR. Od 1981 członek KC KPZR. Deputowany do Rady Najwyższej ZSRR od 8 do 10 kadencji, w 1980 członek Prezydium Rady Najwyższej ZSRR. Odznaczony Orderem Lenina. Pochowany w Kazaniu.